# Schriftsetzer

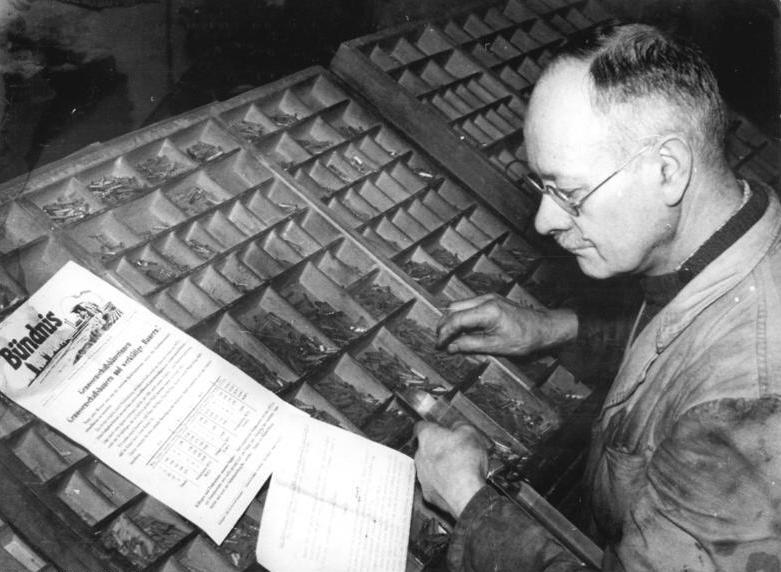
Schriftsetzer (Handsatz) in der DDR, 1954

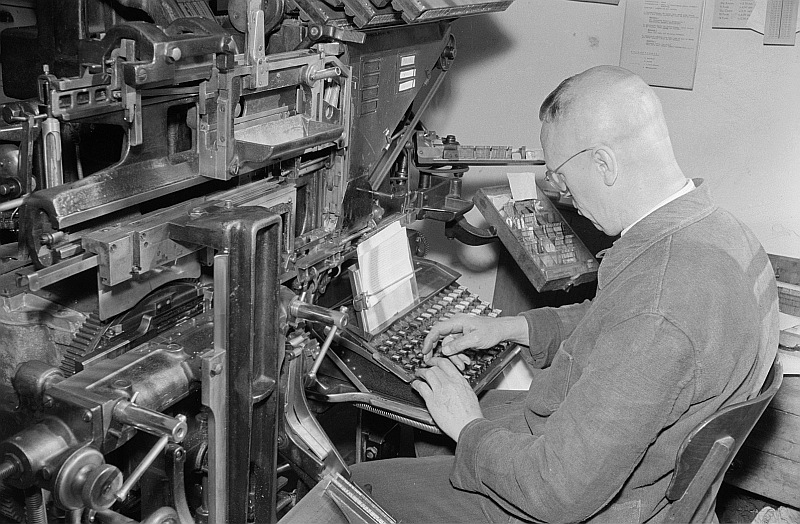
Maschinensetzer an einer Setzmaschine, 1953

Der Schriftsetzer oder kurz Setzer war ein Ausbildungsberuf im Druckerhandwerk und in der papierverarbeitenden Industrie zur Her- und Zusammenstellung bzw. Weiterverarbeitung von druckfähigem Material (vorwiegend Satzschrift) für den Buchdruck. Geläufig waren auch die Bezeichnungen „Handsetzer“ und, als Gegensatz, der an Maschinen arbeitende „Maschinensetzer“, wobei beide umgangssprachlich auch „Bleisetzer“ genannt wurden.

## Geschichte
Der Schriftsatz ist auf Johannes Gutenberg zurückzuführen, der etwa um 1445 den Buchdruck mit beweglichen und wiederverwendbaren Lettern in Europa erfand. Allerdings kannten die Koreaner diese Technik schon etwa 200 Jahre vorher (siehe dazu: Geschichte des Buchdrucks: Korea). Sie ersetzte das bisher übliche Schreiben und Kopieren von Büchern von Hand. Gutenberg vollbrachte es mittels dieser Technik, eine Bibel, die nach ihm benannte Gutenberg-Bibel, in einer Auflage von ca. 180 Exemplaren in nur fünf Jahren fertigzustellen. Dabei gelang es ihm, dass alle Zeilen gleich lang und gleichzeitig alle Wortzwischenräume gleich groß waren, was er mit unterschiedlich breiten Buchstaben erreichte.

## Berufsinhalte und Ausbildung im deutschsprachigen Raum
Die Ausbildungsdauer betrug in Deutschland drei bis dreieinhalb Jahre (in der Schweiz und in Österreich vier Jahre, in der DDR zwei Jahre), bei besonderer Begabung konnte schon nach zweieinhalb Jahren die Gesellenprüfung abgelegt werden. Der Schriftsetzer konnte nach der Ausbildung sämtliche notwendigen Schritte ausführen, um aus einem angelieferten Manuskript eine fertige Vorlage für den Druck herzustellen. Dazu musste er das Manuskript mit Satzanweisungen versehen, einen Entwurf anfertigen und die spätere Druckform durch das jeweilige technische Satzverfahren herstellen können. Er führte außerdem Korrekturen an dem erzeugten Satz durch und zerlegte die Druckform nach dem Druck wieder (Ablegen). Grundsätzlich musste der Setzer typografische Kenntnisse besitzen, um einen gut lesbaren Satz zu erzeugen.
Für den Bleisatz wurden als konkrete Inhalte der Ausbildung der Aufbau des Satzsystems und der Umgang mit den Werkzeugen des Arbeitsumfelds wie dem Winkelhaken, der Setzerahle und dem Setzschiff, eine Übersicht über die Anordnung der Setzregale und die Einteilung der Setzkästen/Schriftkasten sowie den Ausschlusskasten behandelt. (Die Maschinensetzer wurden dementsprechend in der Bedienung der jeweiligen Setzmaschine geschult.)
In der Ausbildung wurde nach der Zwischenprüfung am Ende eine Abschlussprüfung, die Gesellenprüfung, geleistet, welche die Ausbildung beendete. Sie umfasste einen Fertigkeits- und einen Kenntnisteil. Im Fertigkeitsteil wurden Fähigkeiten im Setzen von Mengentext und Tabellen, im Korrekturlesen und im Bearbeiten eines Umbruchs abgefragt, wobei die Geschwindigkeit bewertet wurde. Der Durchschnitt nach einer Stunde Satz lag bei 30 bis 35 Zeilen auf eine Breite von 20 Cicero (1 Cicero = 12 Punkt = 4,513 mm). Bevor bei der Prüfung mit dem Mengentext begonnen wurde, setzte man in einer Zeile das Alphabet so oft ab, bis die Zeilenbreite gefüllt war. Die Anzahl der Buchstaben wurde als Berechnungsgrundlage für die geschaffte Textmenge genommen. Hinzu kam das Setzen einer Tabelle mit unterschiedlichen Schwierigkeitsgraden plus das Entwerfen und Setzen einer sogenannten „Akzidenz“, was mit „Familien-“ oder „Kleindrucksache“ übersetzt werden kann (z. B. ein Flugblatt, eine Anzeige, ein Prospekt oder Ähnliches). Nach Ablauf der Zeit wurden mit einer Handpresse, mit deren Handhabung man bereits vertraut war, Korrekturabzüge angefertigt, die zusätzlich auf Fehler gelesen wurden. Der schriftliche Kenntnisteil bestand aus einem Diktat, Fachkenntnisfragen und Fragen zu Wirtschafts- und Sozialkunde.
Obwohl sich der Beruf des Schriftsetzers im Laufe der Jahre meist den aktuellen Anforderungen anpasste, wurden im Rahmen einer Modernisierung der Ausbildungsberufe die Berufe Schriftsetzer/‑setzerin für den Gestaltungsbereich der Industrie, Reprohersteller/‑herstellerin, Werbe- und Medienvorlagenhersteller/‑herstellerin, Reprograf/Reprografin und Fotogravurzeichner/‑zeichnerin durch § 14 der „Verordnung über die Berufsausbildung zum Mediengestalter für Digital- und Printmedien/zur Mediengestalterin für Digital- und Printmedien“ vom 4. Mai 1998 (BGBl. I S. 875) aufgehoben.
Der Beruf wurde in Einzelfällen bis etwa 1980 (in der DDR bis 1990) ausgebildet, jedoch waren ab etwa 1970 mehr die typografischen Inhalte wesentlich, da der Bleisatz hier schon stark im Rückgang war. Nach der Ablösung des Buchdrucks durch den Offsetdruck wechselten viele Setzer zum Fotosatz und später an einen Computer-Arbeitsplatz und zum digitalen Schriftsatz. Der Schriftsetzer ist somit der Vorläufer des Mediengestalters Digital und Print (Schweiz: Polygraf/-in, Österreich: Fachmann/-frau für Medientechnik). Diese Berufsbezeichnung hat den Schriftsetzer als Ausbildungsberuf abgelöst.
An der Lehrabschlussprüfung wurde gemäß Berufsbildungsreglement von 1949 in folgenden praktischen Arbeiten geprüft: glatter Satz je eine Stunde in Garamond Antiqua und 1 Stunde in Fraktur (Mindestleistung 1.450 Buchstaben pro Stunde bei fehlerfreiem Satz, ab ca. 1960 nur noch in Antiqua), Titelsatz, Umbrechen von 8 Seiten mit Eingangs- und Ausgangskolumne sowie Fußnoten und Einbau von Klischees, Tabellensatz, Akzidenzsatz, Inseratsatz, Korrigieren und Ablegen. Die theoretische Prüfung beinhaltete die mündliche Abfrage von Berufskenntnissen sowie schriftliche Arbeiten in der ausgeübten sowie einer zweiten Landessprache.

## Setzerinnen
Während in den USA bereits vor 1900 auch Frauen in diesem Beruf arbeiteten, hatte es bis Mitte der 1960er-Jahre und später gedauert, bis auch in Österreich, in der Schweiz und in der Bundesrepublik Deutschland Setzerinnen arbeiteten. Ausnahmen waren bis dahin nur für Prinzipalstöchter möglich. In der DDR hingegen gab es spätestens seit den Fünfzigerjahren Frauen in diesem Beruf. Der Beruf des Setzers war für Frauen lange Zeit und in vielen Ländern einer der bestbezahlten zugänglichen Berufe und deshalb sehr begehrt.

## Das Setzen
Die älteste Technik des Setzens war der Handsatz. Der Schriftsetzer setzte aus Blei gegossene Schrifttypen und den Wortzwischenraum in einen sogenannten Winkelhaken, den er in der linken Hand hielt, während mit den Fingern der rechten Hand die einzelnen Buchstaben/Zeichen aus dem Setzkasten gegriffen wurden. Vor dem Setzen wurde die Breite des Winkelhakens mit den Quadraten eingestellt. Mit dem sogenannten „Frosch“ wurde er dann gespannt. Darauf wurde dann die Setzlinie gelegt. In der Regel konnte man pro Stunde auf diese Weise 1.500 Zeichen setzen, was aber von der Schriftgröße abhing (eine 6-Punkt-Schrift war nicht so rasch zu setzen wie eine 10-Punkt-Schrift). Im Handsatz wurden die gesetzten Zeilen aus dem Winkelhaken auf das Setzschiff abgelegt, um Kolumnen montieren zu können. Der zusammengestellte Bleisatz wurde anschließend mit Hilfe der Setzerahle ausgebunden und zum Druck weitergegeben.
Eine Besonderheit waren bis ins 19. Jahrhundert die „dehnbaren Buchstaben“, die sogenannten Litterae dilatabiles, welche hauptsächlich für religiöse und theologische Schriften in hebräischer Sprache Verwendung fanden. Da die hebräische Sprache keine Worttrennung kannte, konnte so trotzdem am linken Zeilenende ein gleichmäßiger Rand zustande kommen. Buchstaben, die in der Zeilenmitte oder an deren Ende gedehnt werden konnten, waren Mem sofit, Taw, Lamed, He und Aleph.
Da die Lettern aus Blei bestanden, musste sehr auf Reinlichkeit geachtet werden, denn die Gefahr einer eventuell tödlichen Bleivergiftung war sehr groß. Bevor diese Gefahr erkannt wurde, litten viele Schriftsetzer an der „Bleikrankheit“. Viele Betriebe stellten ihren Auszubildenden täglich kostenlos einen halben Liter Milch oder Kakao zur Verfügung, um durch das darin enthaltene Calcium der Bleikrankheit vorzubeugen.
Der Schwerpunkt des Schriftsetzerberufes galt jedoch der Gestaltung: der Typografie. Zusätzlich war das Herstellen, vor allem aber das Einbringen von Bildelementen in den Satz Teil der Ausbildung. Dazu gehörte der Umgang mit Klischees, also Druckstöcken zur Wiedergabe von Bildern und grafischen Elementen, die im Ätzverfahren aus Zink- oder Auswaschverfahren aus Kunststoffplatten (Nyloprint), seltener als Gravur erzeugt wurden, oder als Linol- oder Bleischnitt. Schriftsetzer erlernten außerdem die Kunst des Schriftmalens, mit der sie eine Schrift exakt nachzeichnen konnten, um sie zum Beispiel mit Farbe oder Gold auf Leder oder Pergament aufzutragen, um Urkunden anzufertigen oder Kunden Vorschläge in Form von „Reinzeichnungen“ vorzulegen. In größeren Druckereien und in der Zeitungsproduktion wurden die Schriftsetzer spezialisiert als sogenannte „Metteure“ für den Zeitungsumbruch, um die fertig gesetzten Artikel und Überschriften in der Mettage zu dem Seitenlayout zusammenzufügen, oder als Akzidenzsetzer, nach innerbetrieblicher Fortbildung auch als Maschinensetzer oder Korrektoren eingesetzt.

### Setzkasten und -material

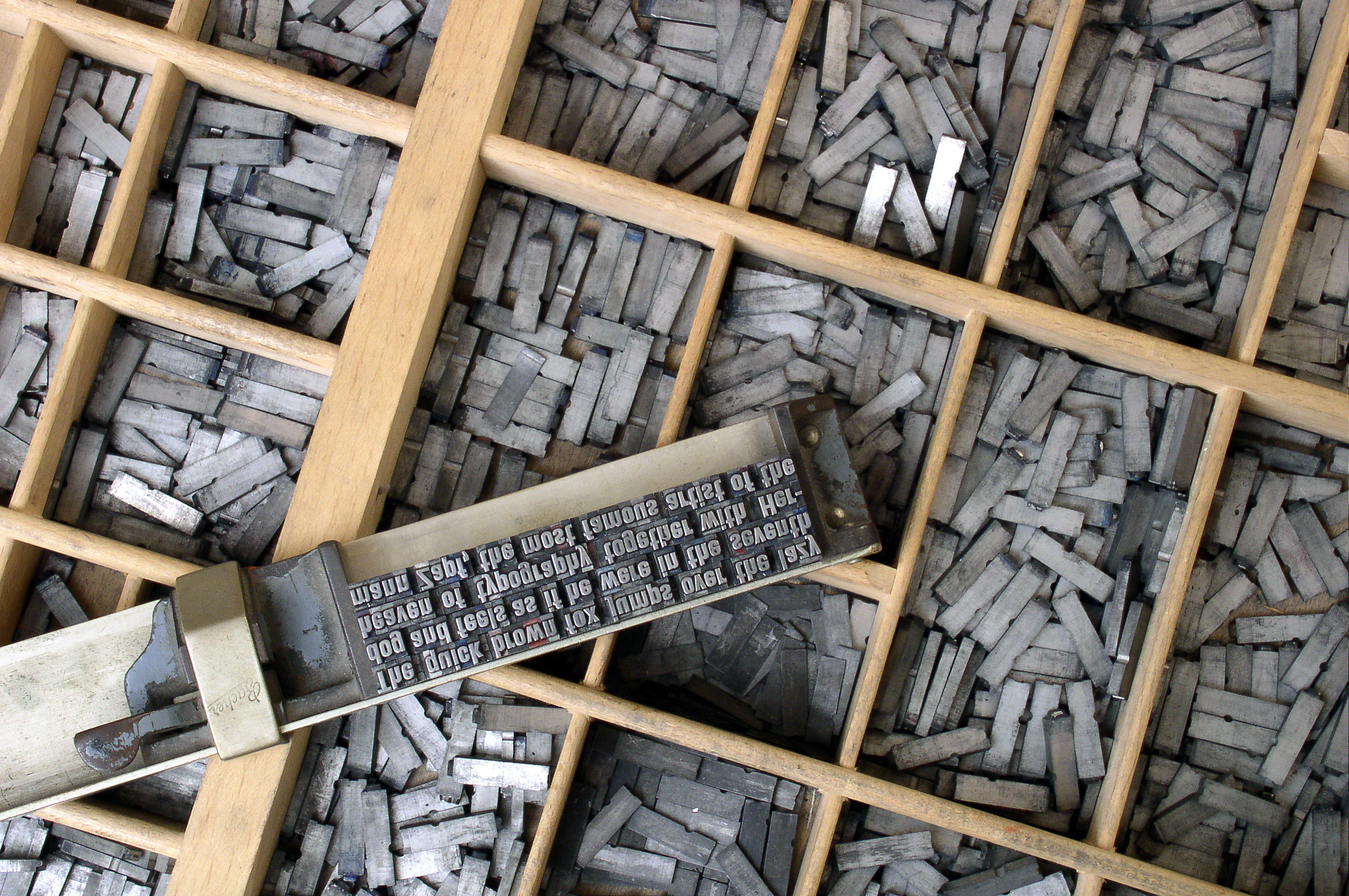
Setzkasten und Winkelhaken: Gesetzt werden Lettern auf dem Kopf stehend (vertikal gespiegelt) von links unten nach rechts oben – analog zum Lesefluss des gedruckten (ungespiegelten) Textes.

Der Setzkasten mit seinen 125 Fächern war ursprünglich aus Holz, manchmal auch aus Kunststoff oder Metall, und wog als Normalkasten etwa 15 Kilogramm. Brotschriftkästen (als „Brotschrift“ wurden die Schriften und Schriftgrade bezeichnet, mit denen der Fließtext gesetzt wurde und nach dessen gesetzter Menge zeitweise bezahlt wurde, die also sozusagen das „Brot“ des Schriftsetzers waren) wogen bis zu 50 kg, wenn die Brotschrift in breiteren Kästen untergebracht war. Große Schriftgrade ab 20 Punkt, aber auch kleinere Schriftgrade, insbesondere empfindliche Zierschriften, wurden in Steckschriftkästen verwahrt, in denen die Lettern aufrecht „steckten“. Daraus wurden die einzelnen Zeichen mit den Fingern oder einer Pinzette herausgezogen. Nach Druck des Satzes wurden die Lettern wieder in die entsprechenden Kästen „abgelegt“, eine Tätigkeit, die gerne den Auszubildenden überlassen wurde, da das Erlernen der Einteilung des Setzkastens zu den ersten Ausbildungszielen gehörte.
Im Ausschlusskasten befanden sich die Spatien, die nicht druckenden Teile für den Wortzwischenraum. Viertelpunkt-Spatien (0,094 mm) wurden aus Neusilber, Halbpunkt-Spatien (0,188 mm) aus Messing hergestellt. Einpunkt-Spatien bestanden aus Kupfer oder Blei, alle dickeren Spatien überwiegend aus einer Legierung aus Blei, Zinn und Antimon, die auch für die Lettern verwendet wurde, wobei es auch Eineinhalb- und Zweipunkt-Spatien aus Messing gab. In dem Ausschlusskasten befanden sich weiterhin die sogenannten Quadraten: Ausschlussmaterial ab zwei Punkt Dickte und zwei, drei oder vier Cicero Breite. Als weiteres Ausschlussmaterial standen dem Schriftsetzer Regletten und „Stege“ zur Verfügung, die als Abstand zwischen den Zeilen und Absätzen benutzt wurden. Regletten hatten eine Dicke von 1 bis 12 Punkt (1 Cicero), Stege waren zwei, drei oder vier Cicero stark. Standardstege und ‑regletten gab es von 8 bis 24 Cicero Länge in 4-Cicero-Abstufungen. Daneben gab es auch Quadraten sowie Stege und Regletten in 14, 16, 20 und 28 Punkt. Da das Ausschlussmaterial bei einer gesetzten Akzidenz oft mehr Raum einnahm als die Schrift selbst und damit erheblich zum Gewicht beitrug, wurde in den letzten Jahrzehnten des Buchdrucks dazu übergegangen, dieses Material aus Aluminium oder aus Hartplastik herzustellen.

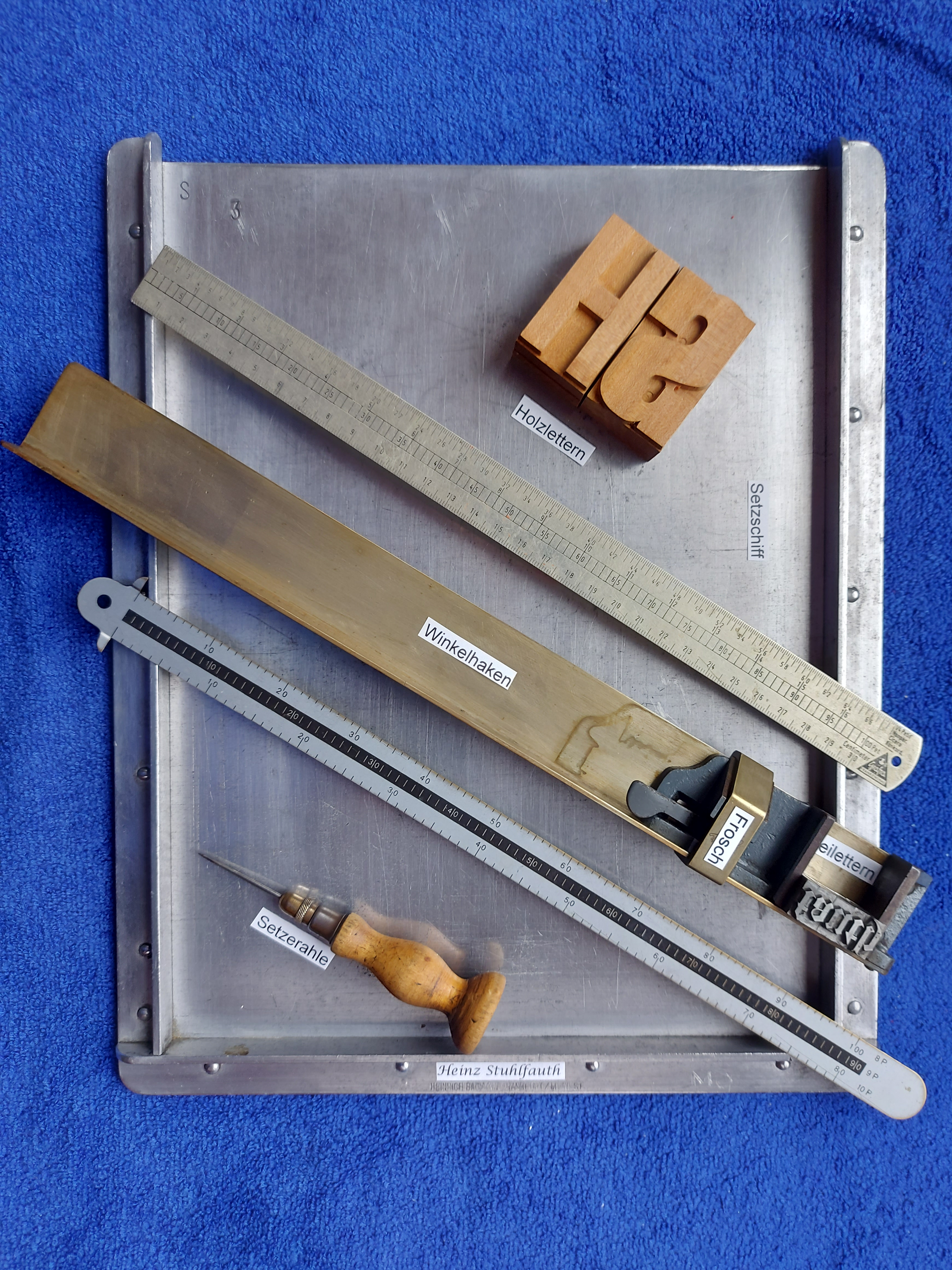
Schriftsetzerutensilien: u. a. Holzlettern, Setzerahle, Setzschiff und Typometer

Große Lettern, zum Beispiel zum Setzen von Plakaten, bestanden überwiegend nicht aus Blei, sondern aus Holz oder Kunststoff (Plakadur), weil man wegen des Gewichts die Druckform kaum hätte tragen können. Dennoch gab es große Bleischriften und Lettern aus Messing, die auch zum Prägen benutzt werden konnten. Diese Varianten wurden teilweise hohl gegossen, um wenigstens etwas Gewicht und Material einzusparen.
Durch ihre weite Verbreitung wurden Setzkästen und Lettern beim Übergang zu moderneren Drucktechniken in großer Menge überflüssig. Während Bleilettern meist eingeschmolzen wurden, um das Metall anderweitig verwenden zu können, fanden Setzkästen und Holzlettern auf dem Antiquitätenmarkt Abnehmer: Ausgediente Setzkästen wurden auf Flohmärkten oder in Trödelläden verkauft und von den neuen Besitzern oft als an der Wand hängende Regale für Miniaturgegenstände benutzt, sodass sich der Begriff Setzkasten auch für ein in kleine Fächer unterteiltes Regal etablierte, das zur Aufbewahrung von Sammelgegenständen dient. Nicht mehr genutzte, große Holzlettern wurden dagegen oft zu abstrakten Bildern zusammengefügt, die ihrerseits auch als Türen von Möbelstücken u. Ä. benutzt werden konnten.

### Maschinensatz

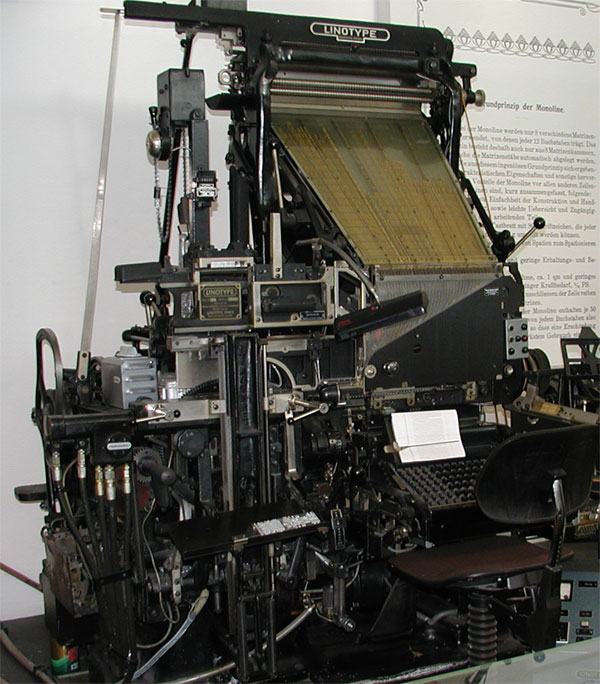
Linotype-Setzmaschine

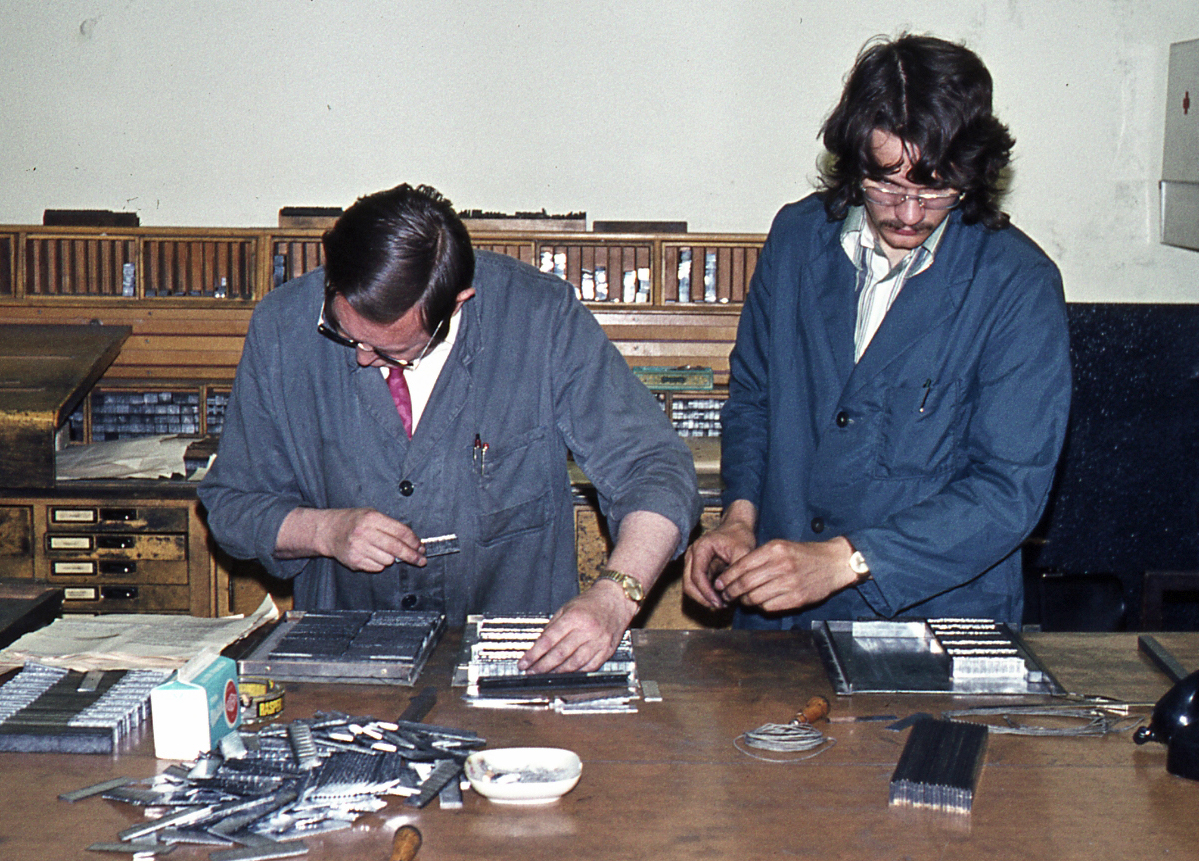
Schriftsetzer bei der Maschinensatzverarbeitung, 1972

Mit der Erfindung der Linotype-Setzmaschine 1886 und der Monotype-Setzmaschine 1897 entstand der Beruf des Maschinensetzers. Der Setzer gab Texte nun an einer Tastatur ein. Dabei reihten sich z. B. bei der Linotype-Setzmaschine die entsprechenden Buchstabenmatrizen zur Zeile. Die Wortabstände wurden durch „Keile“ gebildet, um die Zeile automatisch auf Sollbreite „auszuschließen“. Darauf folgte der Guss der kompletten Bleisatzzeile. Der letzte automatische Arbeitsschritt war die Rückführung der Matrizen und Wortabstandkeile in ihre Magazine, wofür die Matrizen zeichenspezifische Zahnungen für die richtige Zuordnung besaßen. Die Monotype arbeitete nach dem Einzelbuchstabenguss-Prinzip, wobei eine Trennung des Satzvorganges zwischen Texterfassung per Lochstreifen und Gießvorgang bestand.

### Schriftgrade
Das gebräuchliche typografische System geht auf den französischen Schriftgießer François Ambroise Didot und seinen Sohn Firmin Didot zurück. Dieser legte 1780 die kleinste Einheit, den „Punkt“, in seiner Breite nach der damaligen Maßeinheit, dem „Pariser Fuß“, fest. Der deutsche Schriftgießer Hermann Berthold stellte im Jahr 1878 fest, dass dieses System auch auf Millimeter ausging: Das Platin-Urmeter ergab genau 2660 Punkte. Seitdem wurde diese Einheit in allen westeuropäischen Ländern gebraucht. Nur die englischen und amerikanischen Schriftgießereien verwendeten den Pica-Punkt (Pica-Point), der inzwischen, als Übernahme aus den USA, auf digitalen Rechnern verwendet wird (1 Didot-Punkt = 0,375 mm, 1 Pica- oder DTP-Punkt = 0,352 mm). Die Schriftgrößen-Bezeichnungen von klein nach groß:
Viertelpetit/Non plus ultra: 2 Punkt; Microscopique: 2 ½ Punkt; Brillant/Viertelcicero: 3 Punkt; Diamant/Halbpetit: 4 Punkt; Perl: 5 Punkt; Nonpareille: 6 Punkt; Insertio: 6 ½ Punkt; Kolonel/Mignon: 7 Punkt; Petit: 8 Punkt; Borgis/Bourgeois: 9 Punkt; Korpus/Garmond: 10 Punkt; Rheinländer/Brevier: 11 Punkt; Cicero: 12 Punkt; Mittel: 14 Punkt; Tertia: 16 Punkt; Paragon: 18 Punkt; Text: 20 Punkt; Doppelcicero: 24 Punkt; Doppelmittel: 28 Punkt; Doppeltertia: 32 Punkt; Kanon/3 Cicero: 36 Punkt; Grobe Kanon: 42 Punkt; Konkordanz/Kleine Missal/4 Cicero: 48 Punkt; Grobe Missal: 54 Punkt; 5 Cicero/Sabon: 60 Punkt; Grobe Sabon: 66 Punkt; 6 Cicero: 72 Punkt; 7 Cicero: 84 Punkt; 8 Cicero: 96 Punkt.
Zur Kontrolle von Schriftgraden wird das Typometer eingesetzt.

## Unterscheidung des Setzers nach Tätigkeitsteilbereichen
Der Beruf des Schriftsetzers (Setzers): unterschied sich nicht nur in der Art und Weise des Setzens, ob durch Handsatz oder mithilfe von Setzmaschinen (Maschinensatz), sondern auch im Inhalt und in den Zielen seiner satztechnischen Tätigkeit. Demnach gab es eine Unterscheidung in folgende „Disziplinen“:
- Werk-
- Zeitungs-
- Akzidenz-
- Tabellen-
- Formel- und
- Fremdsprachensetzer.

## Weitere Erfordernisse und Besonderheiten

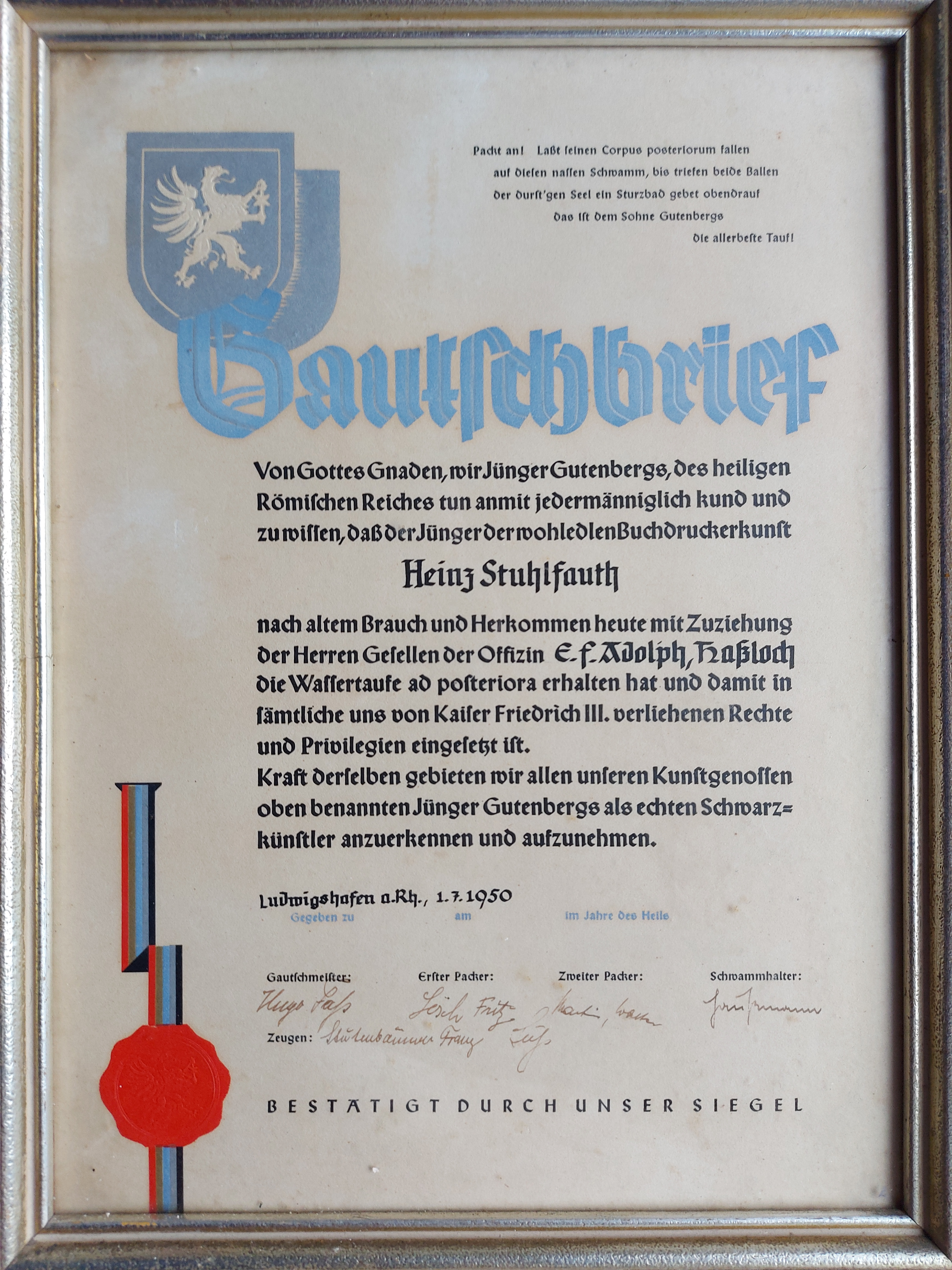
Typischer Gautschbrief eines Schriftsetzers

Neben der Handarbeit gehörte zum Schriftsetzerberuf auch ein gründliches Wissen über die Herkunft des Buchdrucks und der (Klassifizierung der) Schriften sowie über die anderen Druckverfahren. Auch mussten sie über sehr gute Rechtschreibkenntnisse verfügen. Ein innerbetrieblicher Aufstieg war der Einsatz als Korrektor; dieser las alle Satzarbeiten auf orthografische und typografische Fehler sowie auf Abweichungen vom Manuskript gegen. Ein Korrektor erhielt in Deutschland bei entsprechender Eingruppierung einen erhöhten Lohn von 107,5 %, ein Maschinensetzer entsprechend 120 % des Ecklohns.
Bleisetzer mussten den Text lesen können, obwohl er spiegelverkehrt und „auf dem Kopf stehend“ vom Körper weg im Winkelhaken gesetzt wurde. Sie lernten weiterhin ausgewogene Gestaltung von ganzen Seiten bis hin zur Verwendung von Seidenpapierstreifen zur Anpassung der Abstände zwischen einzelnen Buchstaben und galten aufgrund des ebenfalls verlangten guten Allgemeinwissens als die Intellektuellen unter den Handwerkern. Solche, die in Zeitungsdruckereien arbeiteten, galten zudem meistens als politisch links.
Eine Besonderheit der grafischen Berufe wie Schriftsetzer und Drucker war das sogenannte „Gautschen“: Nach der Gesellenprüfung wurden die „Fehler“ aus der Lehre (ab 1970: Ausbildung) symbolisch abgewaschen, indem er in eine Bütte mit kaltem Wasser getaucht wurde. Der Vorgang wurde durch einen gesiegelten „Gautschbrief“ dokumentiert.
Zur Ausbildung gehörte es weiter, dass ältere Gesellen und Meister die Schriftsetzer-Neulinge auf die Existenz von (nicht existierenden) Bleiläusen hinwiesen oder einen zu Ordnung und Sauberkeit erzogen und die Satzspiegel polieren ließen. Ein weiterer beliebter Spaß war es außerdem, Neulinge in die angeschlossene Reproabteilung zu schicken, um dort tütenweise Rasterpunkte zu holen.

## Persönlichkeiten
Viele bekannte Personen erlernten den Beruf des Schriftsetzers:
- der Komiker Fips Asmussen
- der Verleger Heinz Bauer
- der Typograf und Lehrer Walter Baum
- der Politiker Bolesław Bierut[8]
- die Hörfunkjournalistin und Schriftstellerin Marion Brasch
- der Sprachwissenschaftler Herbert E. Brekle
- der Komiker Karl Dall
- der Schauspieler Harald Dietl
- der Politiker Rudolf Dreßler
- der Politiker Björn Engholm
- der Maler Jimmy Ernst
- der Politiker Erich Führer
- der Schauspieler Ralph Gassmann[9]
- der Komiker Viktor Giacobbo
- der Schauspieler Mathias Gnädinger
- der Künstler HAP Grieshaber
- der Politiker Rudolf Gunkel
- der Schriftsteller Ronald M. Hahn
- der Verleger Gerd Hatje
- der Schauspieler Herbert Herrmann
- der Autor Robert Hültner
- der Dramaturg und Verleger Walter Janka
- der Politiker Franz Jonas
- der Journalist und Schriftsteller Fritz-Jochen Kopka
- der Designer Heinz Kroehl
- die Schriftstellerin Katja Lange-Müller
- der Politiker Paul Löbe
- der Verleger Gustav Lübbe
- der Erzieher Josef Mahlmeister
- der Journalist Frank A. Meyer
- der Musiker Roland Neuwirth
- der Journalist Helmut Ortner
- der Soziologe Jürgen Prott
- der Autor und Musiker Gerhard Ruiss
- der Politiker Philipp Scheidemann
- der Philosoph Wilhelm Schmid
- der Politiker Wilhelm Tenhagen
- der Cartoonist Tetsche
- der Politiker Wolfgang Thierse
- der Schriftsteller Mark Twain
- der Schriftsteller Heinz Rudolf Unger
- der Typograph Kurt Weidemann
- der Politiker Stanisław Wojciechowski[10]
- der Künstler Emil Zbinden